# Emilijan Josimović
Emilijan Josimović (v srbské cyrilici Емилијан Јосимовић; 1823, Moldova Veche, Rakousko – 25. května 1897, Sokobanja, Srbsko) byl srbský urbanista v 19. století. Zasloužil se o obnovu a přestavbu pevnosti Kalemegdan v Bělehradě na park a vytvořil první urbanistický plán srbské metropole.
Josimović studoval na území dnešního Rumunska. Na základní škole se učil ve městě Caransebeş, matematickou vojenskou školu studoval ve městě Lugoj. Filozofii a techniku studoval do 22 let ve Vídni. Pracoval v oblasti vzdělání; vyučoval matematiku a později se stal profesorem na bělehradské Veliké škole.
Josimović byl ve své době jedním z nemnoha vzdělaných Srbů. Stal se členem Společnosti srbské slovesnosti a Srbské učené společnosti. Podílel se na vzniku První technické společnosti, předchůdce současného Sdružení techniků a inženýrů Srbska. Jeho nejvýznamnější prací je "Vysvětlení návrhu pro regulaci té části Bělehradu, která se nachází na Šanci", které sepsal v letech 1864–1867. Bělehrad se na začátku 2. poloviny 19. století úspěšně rozvíjel jako svobodné město, které se postupně zbavovalo turecké nadvlády. V tomto dokumentu, který představoval první urbanistický plán města, se Josimović soustředil na samotné centrum města. Inspirovat se Josimović nechal především rozsáhlými urbanistickými inovacemi v tehdejší Paříži a Barceloně. Urbanistický plán definoval hlavní osu města, kterou se stala ulice Knez Mihajlova. Plán předpokládal nemalý počet demolic ve středu metropole.